# Philicus trifasciatus
Philicus trifasciatus là một loài bọ cánh cứng trong họ Cerambycidae.